# Kuzyn, kuzynka
Kuzyn, kuzynka (fr. Cousin, cousine) – francuska komedia romantyczna z 1975 roku w reżyserii Jean-Charles'a Tacchelli.

## Opis fabuły
Marthe i Ludovic poznają się na weselu starszych ludzi. Oblubienica jest matką bohaterki, „panem młodym” – wuj bohatera. Marthe ma męża, Ludovic żonę, ale rodzinne uroczystości (śluby, chrzciny, pogrzeby) sprzyjają spotkaniom „kuzynom”. Później spotykają się poza rodzinnym kręgiem. Relacje przyjacielskie przekształcają się w romans, który komplikuje życie obu stronom.

## Obsada
- Marie-Christine Barrault – Marthe
- Victor Lanoux – Ludovic
- Marie-France Pisier – Karine
- Guy Marchand – Pascal
- Ginette Garcin – Biju
- Sybil Maas – Diane
- Popeck – Sacy
- Pierre Plessis – Gobert
- Catherine Verlor – Nelsa
- Hubert Gignoux – Thomas

i inni